# Стјепан Саркотић
Стјепан Саркотић (Синац код Оточца, 4. октобар 1858 — Беч, 16. октобар 1939) је био аустроугарски фелдмаршалајтнант. 1879. завршио је војну академију. Одржавао је везу са бискупом Штросмајером, коме је повјеравао политичке послове, а бискуп му је изјавио да се разочарао у Србе. Истакао се у гушењу устанка 1882. године. Био је командир аустријске војске током борбе за Ловћен. Он је био човјек који је доста времена радио за циљеве освајачке царске Аустрије. Године 1911. унапређен је у фелдмаршалајтнанта. Током пробоја Солунског фронта командовао је аустроугарском армијом. Послије рата био је истакнути представник франковачке емиграције која је радила на разбијању Краљевине Југославије и обнови Аустроугарске.

## Напад на Србију
Са хрватском Вражијом дивизијом, по избијању  Првог свјетског рата, из Загреба креће на србијанско ратиште. Водио је угарско-хрватске домобранске трупе и са 4. домобранском дивизијом окупира Мачву. Ту су извршили незапамћене злочине над Србима и српском црквом. Због тих војних успјеха наименован је губернатором окупиране Србије. Сала трона Краљевског двора у Београду је претворена у католичку цркву, а у Вазнесењској цркви су одржаване службе за протестанте. У Шапцу је православна црква срушена, а подигнута је католичка. Саборној цркви у Београду је забрањена прослава Врбице , у школама и јавној употреби је наметнута латиница, а натписи ћирилицом, по улицама и радњама су уклањани. Укинута је и употреба јулијанског календара (осим за православну цркву) па је џепни календар за 1917. забрањен. Латинични окупациони лист, Београдске новине, је имао задатак правдати германизацију и покатоличавање Београда и Србије. У доба краткотрајне управе окупатора Саркотића, из Србије је за војне потребе извезено 800 вагона црквених звона. Поред осталих, скинуто је звоно и са цркве Светог Ђорђа на Опленцу, а једно, са називом Карађорђе, је завршило у самостанској цркви Светог Ловре у Шибенику. Ватикан на све то није реаговао.

## Гувернер Босне и Херцеговине
Почетком Првог свјетског рата, Саркотић је био један од главних команданата аустријских снага у походу на Србију. Добро је извршавао своје дужности упркос неуспјесима Аустријанаца. Добио је титулу витеза друге класе Ордена гвоздене круне 1914. Убрзо је постављен за команданта Босне и Херцеговине, умјесто Оскара Поћорека. Као гувернер Босне и Херцеговине схватио је потребу за реформама у Босни и Херцеговини због опасности од настанка југословенске државе.

## Напад на  Црну Гору
Саркотић је 1916. заповиједао западним крилом током похода на Црну Гору из морнаричке базе у Котору. Његове трупе су напале црногорску војску на Ловћену. Његова војска је заузела Ловћен за два дана, а три дана касније црногорска престоница Цетиње је била такође под аустријском контролом. За успехе у овој операцији, Саркотић је одликован Орденом Леополда прве класе са ратним декорацијама и мачевима и бронзаном војном медаљом за заслуге са мачевима. Такође је постао угарски барон, примивши додатак имену од Ловћена и после тога је на аустријском двору званично називан Стефан барон Саркотић од Ловћена. Иван Трнски му је саставио пјесму Освојитељу Ловћена ген. војсковођи др Стјепану пл. Саркотићу коју је овјавио у Загребу лист Хрватска 26. маја 1916. Црногорци су у тој пјесми називани погрдним именима: злогухим вранама, гладним аждајама, змајским раљама, душманима и осињаком немира.
Саркотић је 1917. унапређен у чин генерал-пуковника. Задржао је свој положај у Босни и Херцеговини све до 1918. Са распадом Двојне монархије, повукао се у децембру 1918. Саркотића су заробили званичници новопроглашене Краљевине Срба, Хрвата и Словенаца уз још неколико политичких противника нове државе. Саркотић је био жестоко антисрпски и антијугословенски расположен. Током обављања дужности гувернера Босне и Херцеговине предложио је уједињење Хрватске и Славоније са Далмацијом и Босном и Херцеговином. Међутим, аустроугарска политичка елита никада није озбиљно схватала опасност од југословенске државе. Председник угарске владе Иштван Тиса је предложио одржавање плебисцита, али његове акције су стигле прекасно. На Саркотићев предлог Тиса се сусрео са Ивом Пиларем и Јосипом Ванцашем, двојицом анти-југословенских чланова Хрватске народне заједнице у Босанско-херцеговачком сабору, током своје посјете Сарајеву у септембру 1918.

## Емиграција
Након пуштања вратио се у Беч. Овдје се повезао са хрватском емиграцијом и покрету отпора према Краљевини СХС. Често је писао против српске владајуће династије Карађорђевић у аустријском Рајхспосту. Такође је основао и био на челу групе знане као Хрватски комитет (супротстављен Југословенском одбору), који је водио све до јануара 1929. када га је наслиједио Анте Павелић. Саркотићево изгнанство из домовине трајало је до краја његовог живота. Преминуо је у Бечу 1939. и сахрањен у крипти на Централном гробљу.